# Bosanci (Bosiljevo)
Bosanci is een plaats in de gemeente Bosiljevo in de Kroatische provincie Karlovac. De plaats telt 44 inwoners (2001).